# Луций Валерий Флак (консул 131 пр.н.е.)
Вижте пояснителната страница за други личности с името Луций Валерий Флак.
Луций Валерий Флак (на латински: Lucius Valerius Flaccus) e политик на Римската република през 2 век пр.н.е.
Той е жрец, Фламин на Марс и през 131 пр.н.е. e избран за консул заедно с Публий Лициний Крас Див Муциан. Колегата му има загуба в боевете против Аристоник Пергамски.